# Kevin McNamara
Kevin McNamara (Newmarket-on-Fergus, 10 giugno 1926 – 8 aprile 1987) è stato un arcivescovo cattolico irlandese.

## Biografia
Monsignor Kevin McNamara nacque a Newmarket-on-Fergus il 10 giugno 1926.

### Formazione e ministero sacerdotale
Compì gli studi per il sacerdozio nel St Patrick's College di Maynooth.
Il 19 giugno 1949 fu ordinato presbitero. Il suo naturale talento accademico venne riconosciuto e presto divenne docente di teologia morale e teologia dogmatica.

### Ministero episcopale
Il 22 agosto 1976 papa Paolo VI lo nominò vescovo di Kerry. Ricevette l'ordinazione episcopale il 7 novembre successivo dal cardinale William John Conway, arcivescovo metropolita di Armagh, co-consacranti l'arcivescovo metropolita di Cashel Thomas Morris e il vescovo di Galway e Kilmacduagh Eamon Casey.
Monsignor McNamara e il vicino vescovo di Limerick Jeremiah Newman, divennero le voci più esplicitamente conservatrici della gerarchia irlandese. Erano apparentemente in disaccordo con i più diplomatici Tomás Ó Fiaich, arcivescovo di Armagh, e Dermot Ryan, arcivescovo di Dublino. McNamara e Newman erano particolarmente espliciti sulla questione di una proposta di emendamento pro-vita alla Costituzione d'Irlanda. Mentre altri vescovi sostenevano che le persone avrebbero dovuto votare secondo la loro coscienza al referendum sulla questione, McNamara e Newman dissero che i cattolici avevano il dovere di votare di sì al referendum.
Il 15 novembre 1984 papa Giovanni Paolo II lo nominò arcivescovo metropolita di Dublino e primate d'Irlanda. Succedette a monsignor Dermot Ryan che era stato nominato por-prefetto della Congregazione per l'evangelizzazione dei popoli. Ryan avrebbe potuto essere nominato cardinale in seguito a tale nomina ma morì improvvisamente prima che si potesse tenere un concistoro. La selezione di McNamara per sostituire il più liberale Ryan creò resoconti dei media che collegavano la sua nomina alla tensione in atto tra il nunzio apostolico in Irlanda, l'arcivescovo Gaetano Alibrandi, e la coalizione liberale tra il Fine Gael e il Partito Laburista che sosteneva il governo di Garret FitzGerald. I rapporti tra Alibrandi e la coalizione erano tesi, con il governo che chiedeva l'allontanamento del nunzio a causa della sua sospetta vicinanza ai repubblicani irlandesi dello Sinn Féin e al partito di opposizione Fianna Fáil, in particolare al suo leader, Charles Haughey. I critici accusarono Alibrandi di aver promosso la nomina di McNamara nella convinzione che avrebbe potuto far deragliare le politiche liberali della coalizione sul divorzio e la contraccezione.
McNamara, come previsto, assunse una posizione molto più esplicita rispetto al suo predecessore. Mentre la coalizione riuscì a liberalizzare la legge sulla contraccezione, i suoi sforzi per modificare la Costituzione e introdurre il divorzio fallirono.
L'episcopato di monsignor McNamara a Dublino fu breve. Già sofferente di quello che si dimostrò essere un cancro terminale, morì l'8 aprile 1987 all'età di 60 anni. Alcuni mesi prime il Fine Gael era stato sconfitto nelle elezioni generali del 1987. È sepolto nella cripta della procattedrale di Santa Maria a Dublino.
Nei primi anni 2000, tra gli scandali crescenti nella Chiesa cattolica in Irlanda riguardo agli abusi sessuali del clero, venne rivelato che l'arcivescovo McNamara aveva chiesto un parere legale sulla responsabilità della Chiesa derivante da tali abusi e che, a seguito di tale parere, aveva assicurato l'arcidiocesi per proteggerla finanziariamente; nonostante ciò, non rivelò l'entità degli abusi sessuali alla Garda Síochána (la polizia irlandese). McNamara, inoltre, rimise in servizio un sacerdote che si era confessato colpevole di un abuso su minore e che era sospettato di altri abusi.

## Genealogia episcopale e successione apostolica
La genealogia episcopale è:
- Cardinale Scipione Rebiba
- Cardinale Giulio Antonio Santori
- Cardinale Girolamo Bernerio, O.P.
- Arcivescovo Galeazzo Sanvitale
- Cardinale Ludovico Ludovisi
- Cardinale Luigi Caetani
- Cardinale Ulderico Carpegna
- Cardinale Paluzzo Paluzzi Altieri degli Albertoni
- Papa Benedetto XIII
- Papa Benedetto XIV
- Papa Clemente XIII
- Cardinale Giovanni Carlo Boschi
- Cardinale Bartolomeo Pacca
- Papa Gregorio XVI
- Cardinale Castruccio Castracane degli Antelminelli
- Cardinale Paul Cullen
- Arcivescovo Joseph Dixon
- Arcivescovo Daniel McGettigan
- Cardinale Michael Logue
- Cardinale Joseph MacRory
- Cardinale John Francis D'Alton
- Cardinale William John Conway
- Arcivescovo Kevin McNamara

La successione apostolica è:
- Vescovo Desmond A. Williams (1985)